# Conseil québécois du patrimoine vivant
Le Conseil québécois du patrimoine vivant (CQPV) est un organisme non gouvernemental québécois et un regroupement national en arts et traditions créé en 1993 à la suite des États généraux du patrimoine vivant qui ont eu lieu en juin 1992 à Québec.

## Description
Le CQPV a pour mission de voir au développement des différents domaines de la culture traditionnelle et du patrimoine immatériel (ou vivant) des collectivités. Il vise à regrouper et à représenter les personnes et les corporations concernées notamment par la formation, la production, la diffusion, la médiation, la documentation et la recherche dans le secteur du patrimoine vivant et à favoriser l’appropriation des éléments de culture de tradition orale et gestuelle par la communauté.

### Présidence de l'organisme
- 2015-2019 : Pierre Chartrand
- De 2019 à 2023 : Carl-Éric Guertin (directeur général de la Société du réseau Économusée)
- Depuis 2023 : Catherine Lessard, artiste du fléché

### Direction générale
- De 1993 à 1999 : François Beaudin
- 2001 à 2005 (intérim) : Normand Legault
- De 2005 à 2009 : Robert Bouthillier
- De 2009 à 2025 : Antoine Gauthier[2], récipiendaire du Prix du développement culturel du Conseil de la culture (prix François-Samson) en 2019

## Activités

### Prix CQPV
Le Prix CQPV est décerné depuis 2018 à une initiative exemplaire en patrimoine vivant au Québec. Il s'accompagne d'une bourse.
- 2018 : La MRC de d’Autray, pour le projet Pour la suite du geste… rassemblons-nous! qui vise le développement de savoir-faire liés à l’artisanat traditionnel[3].
- 2019 :  La troupe de danse traditionnelle La R’Voyure, pour le projet Les manteaux su’ l’lit pis les bottes dans l’bain – 6e édition qui s’est tenu le 3 février 2018 au Bain Mathieu à Montréal[4].
- 2020 : Le Centre communautaire Douglas Community Center, pour son initiative de collectage, d’enseignement et de mise en valeur de la musique et des danses traditionnelles de la Pointe de la Gaspésie, à travers entre autres des activités de danses communautaires[5].
- 2021 : Le Réseau traditions vivantes des Îles-de-la-Madeleine, pour son programme Les Héritiers qui favorise la collecte de données en patrimoine vivant et qui stimule le sentiment d'appartenance à la communauté[6].
- 2022 : Le Carrefour mondial de l’accordéon, pour son projet «À la découverte de l’accordéon diatonique», des ateliers destinés aux jeunes de 7 à 12 ans[7],[8].
- 2023 : Le projet Sur la piste d’Adélard, mené par la conteuse et médiatrice du patrimoine vivant Eveline Ménard[9].

### Réseau Festivals Trad Québec

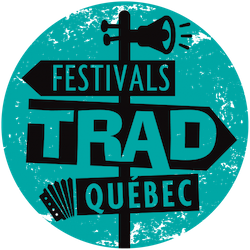
Logo du réseau Festivals Trad Québec (2019)

Le CQPV lance en 2017 le réseau Festivals Trad Québec afin de veiller à la promotion des festivals qui sont centrés sur les traditions culturelles transmises de génération en génération,. En 2022, une campagne promotionnelle nationale des festivals trad se fait sous la bannière « Prenez l'escapade - 25 festivals trad », avec le dramaturge et comédien Fabien Cloutier à titre d'ambassadeur.

### Projets ponctuels

#### Initiatives pédagogiques
En 2015, en partenariat avec Action patrimoine, le CQPV organise Ça tourne, un concours vidéo portant sur le patrimoine vivant s’adressant aux jeunes de 12 à 17 ans. En partenariat avec Bibliothèque et Archives nationales du Québec, le CQPV développe en 2018 La Taupe, un outil numérique pour l'enquête orale et la documentation des traditions.

#### Enseignement de la musique traditionnelle
En 2017, le projet de partage et de formation en musique traditionnelle Du violon à l'oreille est mis sur pied en partenariat avec Le Violon de Jos. En 2020, le CQPV a produit Trad-666, un cours d'introduction à la musique traditionnelle du Québec, avec la complicité du musicien Nicolas Boulerice.

#### Programmes nationaux
Le CQPV initie en 2020 le programme national de reconnaissance des Maîtres de traditions vivantes du Québec qui s’inspire de l’appellation « Trésor humain vivant » de l’UNESCO. La même année, l'organisme crée le Réseau des veillées de danse au Québec, en lien à la désignation ministérielle de la veillée de danse à titre d'élément du patrimoine culturel immatériel du Québec,.

## Publications
Le CQPV publie des études et des documents d'orientation concernant les traditions vivantes du Québec.
- «Intangible heritage for local cultural vitality, a guide for municipal action», Québec, Conseil québécois du patrimoine vivant, Ministère de la Culture et des Communications, 2019, 16 p.[17]
- «Le patrimoine immatériel pour la vitalité culturelle locale, vers une action municipale profitable», Québec, Conseil québécois du patrimoine vivant, Ministère de la Culture et des Communications, 2018, 16 p.[18]
- Actes du colloque « Les systèmes de trésors humains vivants dans le monde », 2021[19].
- « Allons danser! » Magazine Culture Trad Québec, no 1, 2022[20].

### Collection Les traditions culturelles du Québec en chiffres
- État des lieux du patrimoine immatériel (volume 1), 2014.
- La danse traditionnelle québécoise (volume 2), 2016.
- La sculpture d’art populaire (volume 3), 2018.
- La meunerie (volume 4), 2020.
- La forge (volume 5), 2020.
- La facture d'instruments de musique (volume 6), 2021.
- La construction d'embarcations (volume 7), 2021.
- L'herboristerie (volume 8), 2022.